# Château de Neu-Bechburg
Le château de Neu-Bechburg est un château fort situé sur le territoire de la commune soleuroise d'Oensingen, en Suisse.

## Histoire
Le château est construit en 1250 par les seigneurs de Bechburg (de). Il compte ensuite de nombreux propriétaires parmi lesquels les Frobourg, Nidau, Thierstein, Neu-Kyburg (de), Buchegg (de)... En 1415, le château et la seigneurie sont vendus à Berne et Soleure. En 1463, il est la pleine possession de Soleure.
En 1635, le château est temporairement le siège de l'évêque de Bâle. En 1798, le château perd de son importance après l'invasion des Français. Il devient ensuite un hospice, des appartements privés, une auberge ou encore une carrière. En 1835, Johannes Riggenbach l'acquiert. Son fils Friedrich le restaure dès 1880.
Les héritiers de Georg Wackernagel-Riggenbach le vendent en 1975 à Walter Pfluger-Baumgartner. L'ensemble est inscrit comme bien culturel d'importance nationale.

## Architecture
Le château se situe sur une corniche de 86 m de long et d'une hauteur de 14 m. Il est modifié au fil du temps. Seule une partie initiale demeure à l'est ainsi que le donjon de trente mètres de haut. À l'ouest de ce donjon, il y a le Rittergaden, le palais et une terrasse ouverte avec une petite tour à son extrémité.

## Source
- (de) Cet article est partiellement ou en totalité issu de l’article de Wikipédia en allemand intitulé « Burg Neu-Bechburg » (voir la liste des auteurs).